# Siegfried Sommer (Schriftsteller)

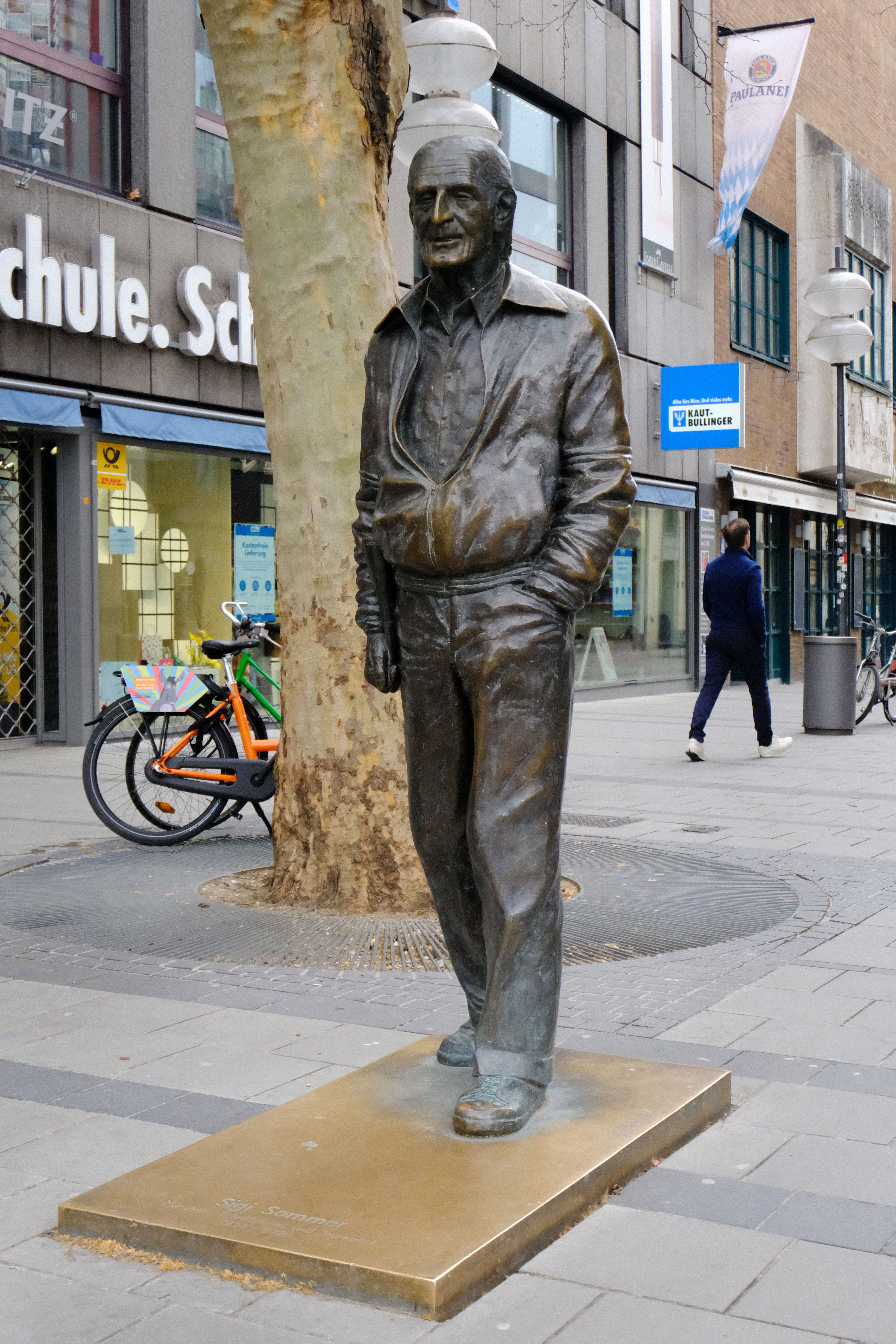
Bronzestatue von Sigi Sommer in der Rosenstraße 6, München

Siegfried „Sigi“ Sommer (* 23. August 1914 in München; † 25. Januar 1996 ebenda) war ein deutscher Schriftsteller und Journalist.

## Leben
Sommer wurde als Sohn eines Münchner Möbelrestaurators und Mitgründers des Cowboy Clubs München geboren. Die Volksschauspielerin Elise Aulinger war durch Heirat mit Max Sommer (alias Max Ferner)  seine Tante. Sein Ur-Ur-Großvater war der königliche Ingenieur-Geograph Johann Adolph Sommer.
Nach Beendigung seiner Schulzeit an der Gotzinger Schule in Sendling absolvierte er eine Lehre als Elektrotechniker. 1932 debütierte Sommer mit einer kleinen Erzählung in der Zeitschrift Die Jugend, arbeitete in der Freizeit u. a. als Eintänzer und war bis zum Kriegsbeginn freier Mitarbeiter des Münchner Abendblattes.
Im Zweiten Weltkrieg war Sommer in Frankreich und an der Ostfront im Einsatz und wurde verwundet. Bei Kriegsende war er Oberfeldwebel. Zurück in München war er einige Jahre mit der Spezialität „Lokalspitzen“ bei der Süddeutschen Zeitung tätig. 1949 wechselte er zur Abendzeitung. Dort erschien am 2. Dezember 1949 zum ersten Mal seine Lokalkolumne Blasius, der Spaziergänger mit Illustrationen des Karikaturisten Ernst Hürlimann. Sommers Kollege Franz Freisleder von der SZ kommentierte den Blasius einmal mit Volkstheater auf ein paar Quadratzentimeter Papier.
Sommer war 1960 in eine Affäre des damaligen Gesellschafters und Chefredakteurs der SZ, Werner Friedmann, verwickelt. Fast 40 Jahre lang lebte Sigi Sommer in der Wurzerstraße 17. Er hatte seine Wohnung „bei Bedarf“ an Friedmann verliehen und wurde deshalb 1962 wegen Kuppelei ebenso wie Friedmann zu sechs Monaten auf Bewährung verurteilt.
Sommers 1954 erschienener erster Roman Und keiner weint mir nach wurde von Bertolt Brecht als „bester Roman, der nach dem Krieg in Deutschland geschrieben wurde“, bezeichnet. 1996 wurde er von Joseph Vilsmaier verfilmt. Von Sommers zweitem Roman Meine 99 Bräute (1956) realisierte der Regisseur Alfred Vohrer bereits zwei Jahre nach Veröffentlichung eine gleichnamige Leinwandadaption. 1969 debütierte Sommer mit Marile Kosemund in den Münchner Kammerspielen, hatte aber damit keinen großen Erfolg.
Die Blasius-Kolumne war sehr erfolgreich, sie erschien ununterbrochen fast vierzig Jahre lang in der AZ, die letzte von ungefähr 3500 Kolumnen kam am 2. Januar 1987 heraus.

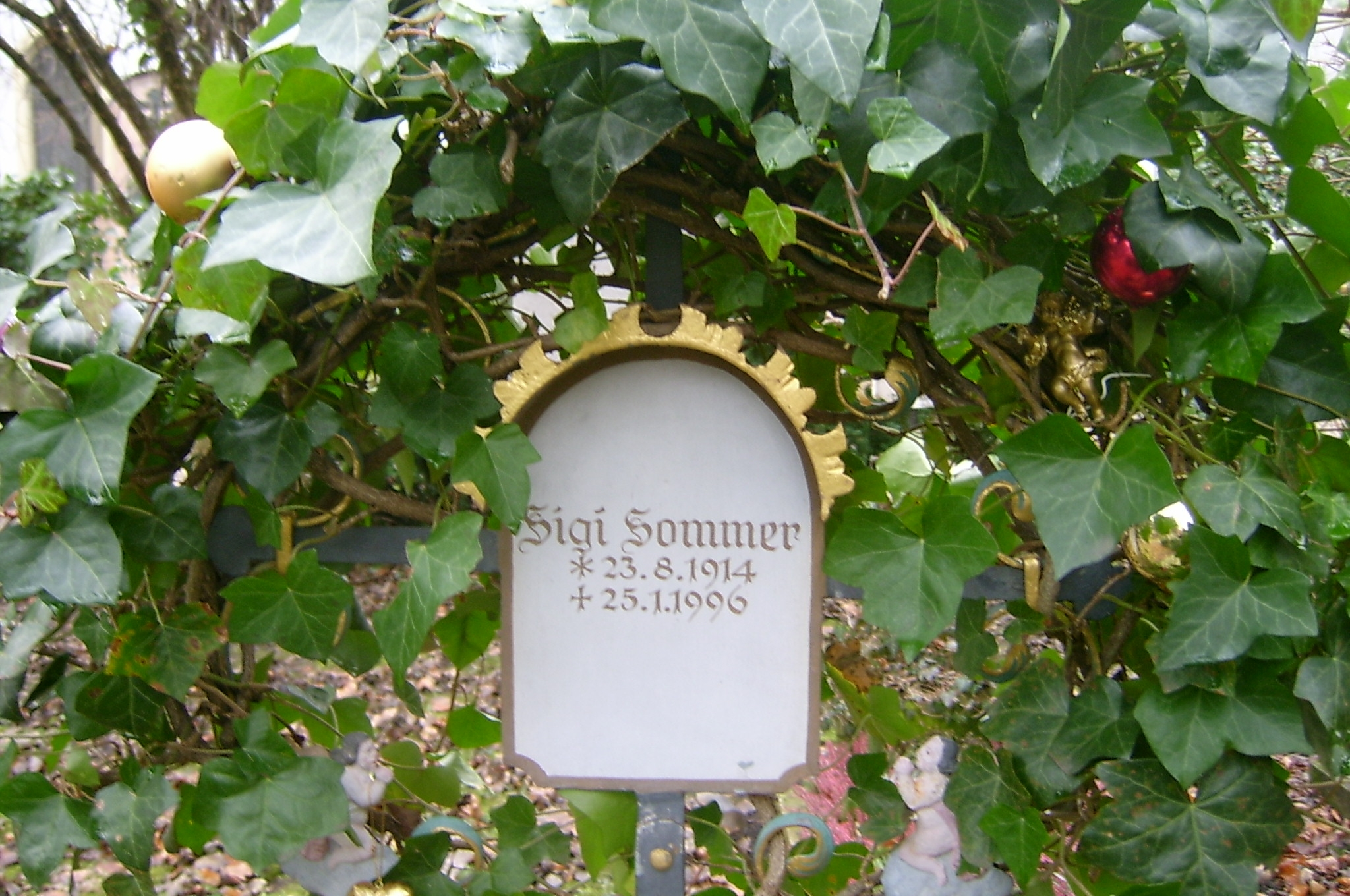
Grabkreuz am Winthirfriedhof

Sigi Sommer hat eine nichteheliche Tochter, Erna Eberl, geb. Eder, und eine eheliche Tochter, Madeleine Sarcletti-Sommer. Anschließend war er bis zu seinem Lebensende mit Louise Pallauf liiert.
Im Alter von 81 Jahren starb Sigi Sommer nach längerer Leidenszeit am 25. Januar 1996 in der Rinecker-Klinik München und wurde auf dem Neuhauser Winthirfriedhof in München beigesetzt (Grab Nr. 4-5-5). In seiner Heimatstadt München wurde er mit einer lebensgroßen Bronzestatue des Bildhauers Max Wagner geehrt, die ihn als Spaziergänger mit einer Zeitung unter dem rechten Arm zeigt. Das von der Verlegerfamilie R. S. Schulz gestiftete Standbild steht in der Fußgängerzone am Roseneck in der Rosenstraße und wurde am 28. Juli 1998 enthüllt. 2009 wurde der Platz vor seinem Elternhaus in der Bruderhofstraße 43 in München auf die Initiative seiner Cousine Helga Lauterbach-Sommer von der Stadt München in „Sigi-Sommer-Platz“ umbenannt.

## Werke (Auswahl)
- Kinohelden (1945)
- Blasius geht durch die Stadt (Kurzgeschichten) 1950–1953
- Das Beste von Blasius (Kurzgeschichten) 1953
- Und keiner weint mir nach, Roman, Desch, München / Wien / Basel 1953, Neuausgabe: Süddeutsche Zeitung, München 2008, ISBN 978-3-86615-627-2.
- Das Letzte von Blasius (Kurzgeschichten) 1955
- Meine 99 Bräute, Roman, 1956; Neuausgabe: Ludwig, München 1999, ISBN 3-7787-3787-2.
- Blasius der letzte Fußgänger (Kurzgeschichten) 1960.
- München für Anfänger, 1962
- Farbiges München, 1965
- Marile Kosemund. Ein Vorstadtstück, UA Münchner Kammerspiele 1969
- Bummel durch München (Kurzgeschichten) 1970
- Die Tage vergehn. Münchner Geschichten, 1970
- Wanderer kommst Du nach München (Kurzgeschichten) 1971
- Das kommt nie wieder. Ein Münchner Erinnerungsbuch, 1976
- Ja wo kemma eigentlich de kloana Schrazerl her?, 1976
- Der Wildschütz Jennerwein, 1976
- Das gabs nur einmal, 1978
- Das ist zu schön um wahr zu sein (Erinnerungen) 1979
- Also sprach Blasius, 1980
- Liebe zu München (Kurzgeschichten) 1984
- Der jüngste Tag und weitere 63 G'schichterl. Vorw. von Sibylle Anneliese Friedmann; Karikaturen: Ernst Hürlimann. Percha a. Starnberger See : R.S. Schulz, cop. 1985.
- Aus, Äpfe, Amen. Abschied von Blasius, 1986
- Liebe, Lenz und kleine Luden (Geschichten) 1988
- Feinsliebchen aus Stein (Geschichten) 1989
- Sendlinger G'schichten, herausgegeben von Helga Lauterbach-Sommer. Münchner Stadtbibliothek, Monacensia, Literaturarchiv und Bibliothek, Allitera, München 2014, ISBN 978-3-86906-652-3.

## Filme nach Werken
- 1958: Meine 99 Bräute
- 1996: Und keiner weint mir nach

## Auszeichnungen
- 1956: Medaille „München leuchtet – Den Freunden Münchens“ in Silber
- 1973: Bayerischer Poetentaler
- 1975: Karl-Valentin-Orden
- 1976: Schwabinger Kunstpreis
- 1979: Bayerischer Verdienstorden
- 1980: Medaille „München leuchtet – Den Freunden Münchens“ in Gold
- 1983: Ernst-Hoferichter-Preis
- 1987: Bundesverdienstkreuz I. Klasse
- 1989: Goldene Ehrenmünze der Landeshauptstadt München
- 2009: Benennung eines Platzes im Münchener Stadtbezirk Sendling

## Sonstiges
Seit 2001 wird von der Faschingsgesellschaft Narrhalla der Kunstpreis Sigi-Sommer-Taler vergeben.